# Внепечная обработка стали

## История
Ограниченные возможности регулирования физических и физико-химических условий протекания процессов плавки стали в сталеплавильных агрегатах, повышение требований к качеству стали, а также необходимость разработки технологии и производства стали принципиально нового качества привели к созданию новых сталеплавильных процессов, соответствующих современному уровню развития техники. Одним из элементов таких технологий является внепечная обработка стали. Обеспечивая получение не только высокого, а в ряде случаев нового качества, но и повышение производительности сталеплавильных агрегатов, внепечная обработка стали начала особенно быстро развиваться в 60-70-х годах и стала неотъемлемой частью сталеплавильного производства.
Внепечная обработка стали — промежуточный передел между выплавкой стали и её разливкой — является относительно новым переделом и обязан своим развитием и успехами в первую очередь достижениям физической химии металлургических процессов и гидродинамики.
Внепечная обработка стали начала активно применяться с 60-х годов, главным образом для повышения производительности дуговых сталеплавильных печей и конвертеров, позволяя вынести часть процессов рафинирования из этих агрегатов в ковш. Однако уже начало внедрения современных процессов внепечной обработки показало, что они позволяют существенно улучшить качество стали (механические свойства, коррозионную стойкость, электротехнические показатели и др.), но и получить сталь с принципиально новыми свойствами. Повышение качества стали привело к росту работоспособности машин и конструкций при уменьшении их массы. Другим важным фактором, обеспечившим этот результат, явилась возможность гарантированно получать сталь с узкими пределами содержания элементов. Это позволило уменьшить коэффициент запаса прочности, учитываемый при проектировании, с обычных 1,5 — 3,0 до 1,2 — 1,4, то есть примерно в два раза при сохранении высокого качества стали, её однородности, низкого содержания включений. 
Появление новых технологий разливки и выплавки стали приводит к появлению новых методов внепечной обработки стали

## Особенности внепечной обработки
Металлургические процессы, обеспечивающие получение указанных результатов, эффективнее протекают при внепечной обработке, чем в сталеплавильных печах благодаря ряду особенностей внеагрегатной обработки:
а) создание наиболее благоприятных термодинамических условий для развития данного процесса, в частности наводка шлака, обеспечивающего наиболее глубокую десульфурацию;
б) увеличение скорости взаимодействия с газовой фазой или шлаком вследствие дробления металла на порции (капли) с развитой контактной поверхностью;
в) повышение интенсивности массопереноса в металле вследствие его дробления на порции (капли) и, следовательно, увеличение градиента концентраций растворённых в нём элементов.
Результаты внепечной обработки определяются принятыми методами и технологией, с помощью которых она осуществляется. Новые технологии обработки металла как в сталеплавильных печах, так и главным образом вне их, привели к заметному увеличению масштабов производства стали и сплавов, однородных по свойствам и содержащих ничтожно малое количество газов, неметаллических включений. Связанное с этим усложнение технологии оправдывается достигаемыми результатами в отношении качества и надёжности металлопродукции.

## Методы внепечной обработки
Методы внепечной обработки стали могут быть условно разделены на простые (обработка одним способом) и комбинированные (обработка металла несколькими способами одновременно). К простым методам относятся:
1) обработка металла вакуумом; Схема обработки жидкой стали вакуумом была предложена Г.Бессемером. Практическое использование метода внепечного рафинирования для повышения качества металла относится к началу 1950-х годов. Циркуляционное вакуумирование.
2) продувка инертным газом;
3) обработка металла синтетическим шлаком, жидкими и твёрдыми шлаковыми смесями;
4) введение реагентов в глубь металла.
Основными недостатками перечисленных простых способов обработки металла являются:
а) необходимость перегрева жидкого металла в плавильном агрегате для компенсации падения температуры металла при обработке в ковше;
б) ограниченность воздействия на металл.
Лучшие результаты воздействия на качество металла достигаются при использовании комбинированных или комплексных способов, когда в одном или нескольких последовательно расположенных агрегатах осуществляется ряд операций. Выбор необходимого оборудования определяется той или иной технологией обработки металла. Несмотря на многоплановость задач, возникающих при решении проблемы повышения качества металла методами вторичной металлургии, используемые при этом приёмы немногочисленны:
а) интенсификация процессов взаимодействия металла с жидким шлаком или твёрдыми шлакообразующими материалами путём организации интенсивного перемешивания;
б) интенсификация процессов газовыделения путём обработки металла вакуумом или продувкой инертным газом;
в) интенсификация процессов взаимодействия с вводимыми в ванну материалами для раскисления и легирования (подбор комплексных раскислителей оптимального состава, введение раскислителей в глубь металла в виде порошков, блоков, с помощью специальной проволоки, искусственное перемешивание с целью облегчения условий удаления продуктов раскисления и т. д.).
Внепечная обработка металла комбинированными методами может производиться:
а) в обычном сталеразливочном ковше с футеровкой из шамота и с вертикальным стопором;
б) в сталеразливочном ковше с футеровкой из основных высокоогнеупорных материалов и стопором шиберного типа;
в) в сталеразливочном ковше, снабжённом крышкой;
г) в сталеразливочном ковше, оборудованном для вдувания газа или газопорошковой струи снизу через смонтированные в днище устройства;
д) в установке ковш-печь с крышкой (сводом), через которую опущены электроды, нагревающие металл в процессе его обработки;
е) в агрегате типа конвертера с продувкой металла кислородом, аргоном;
ж) в агрегате типа конвертера, снабжённом оборудованием для вакуумирования расплава и т. д.
В процессе внепечной обработки стали происходит охлаждение металла, что, естественно, ограничивает продолжительность обработки. Компенсация теплопотерь осуществляется различными способами. В этом плане агрегаты, используемые для целей внепечной обработки стали, условно можно разбить на несколько групп:
1) агрегаты без дополнительного подогрева или подачи тепла в процессе обработки;
2) агрегаты, в которых подвод тепла осуществляется в результате окисления железа и примесей при продувке кислородом;
3) агрегаты, в которых подвод тепла осуществляется с помощью электроэнергии.
В мировой практике получает всё большее распространение процесс, названный процессом ковш-печь. В зарубежной литературе процесс получил наименование LF-процесс (Ladle-Furnace), в отечественной литературе часто используют аббревиатуру АКОС (агрегат комплексной обработки стали). Установка АКОС была построена в 2000 году в ЭСПЦ-2 Кузнецкого металлургического комбината. Процесс включает в себя перемешивание путём продувки металла аргоном в ковше, дуговой подогрев и обработку металла синтетическим шлаком в процессе его перемешивания аргоном. Процесс обеспечивает не только получение металла заданного химического состава и температуры, но и снижение количества неметаллических включений в результате удаления серы и кислорода. Такой агрегат может быть установлен в любом сталеплавильном цехе. Также существует внепечная обработка чугуна.

## Статистика
Доля стали , подвергнутая внепечному вакуумированию в России
- 1980 -1,0
- 1985-1,1
- 1990- 3,0
- 1991 -3,0
- 1992 -3,1
- 1993 -3,1
- 1994 -4,1
- 1995 -3,4
- 1996-1,8
- 1997-2,3
- 1998-2,8
- 1999-3,4
- 2000-3,3

Доля стали, обработанной в ковше инертными газами в России
- 1980 - 12,4
- 1985 - 31,5
- 1990 - 57,7
- 1991 - 57,2
- 1992 - 58,1
- 1993 - 61,3
- 1994 - 67,2
- 1995- 67,0
- 1996 -67,2
- 1997 -70,3
- 1998- 71,4
- 1999 -73,6
- 2000 -75,9

 Прокат из стали внепечного вакуумирования
- 1980 -445
- 1985 -689
- 1986 -1495
- 1987 -1791